# Kasteel Kamianets-Podilskyi
Kasteel Kamianets-Podilskyi (Oekraïens: Кам'янець-Подільська фортеця) is een kasteel gelegen in de historische stad Kamianets-Podilskyi in de regio Podolia in het westelijke deel van Oekraïne. Het kasteel ligt op een schiereiland in de kronkelende Smotrych-rivier en vormt daarmee een natuurlijk verdedigingssysteem voor de oude binnenstad van Kamianets-Podilskyi. De naam wordt toegeschreven aan het stamwoord kamin van het Slavische woord voor steen.
Historische verslagen dateren het kasteel Kamianets-Podilskyi naar het begin van de 14e eeuw en recent archeologisch onderzoek heeft aangetoond door er al mensen woonde in het gebied in de 12e of 13e eeuw. Oorspronkelijk werd het kasteel gebouwd om de brug te beschermen die de stad met het vasteland verbindt.

## Afbeeldingen

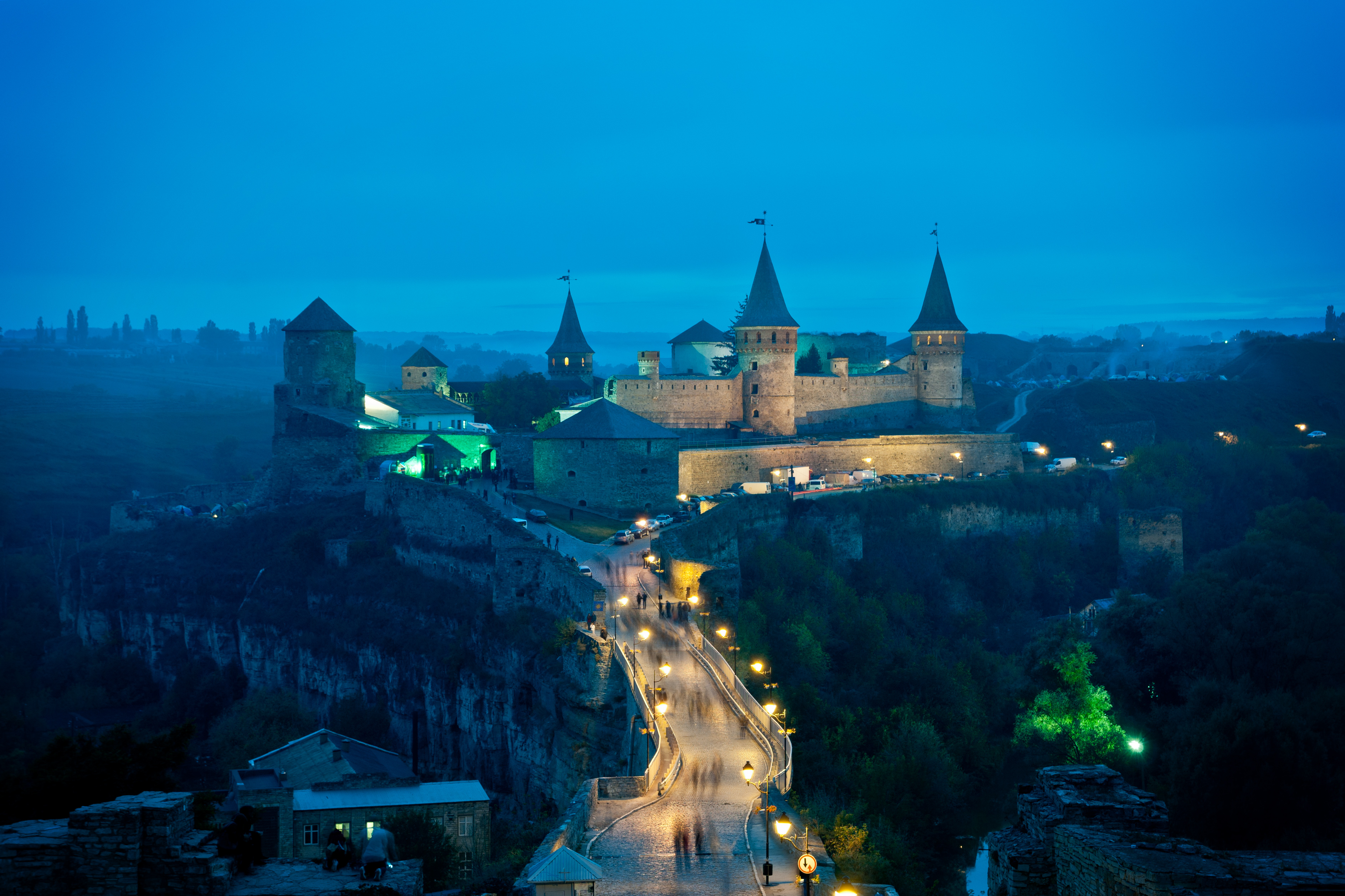
Kasteel Kamianets-Podilskyi 's nachts
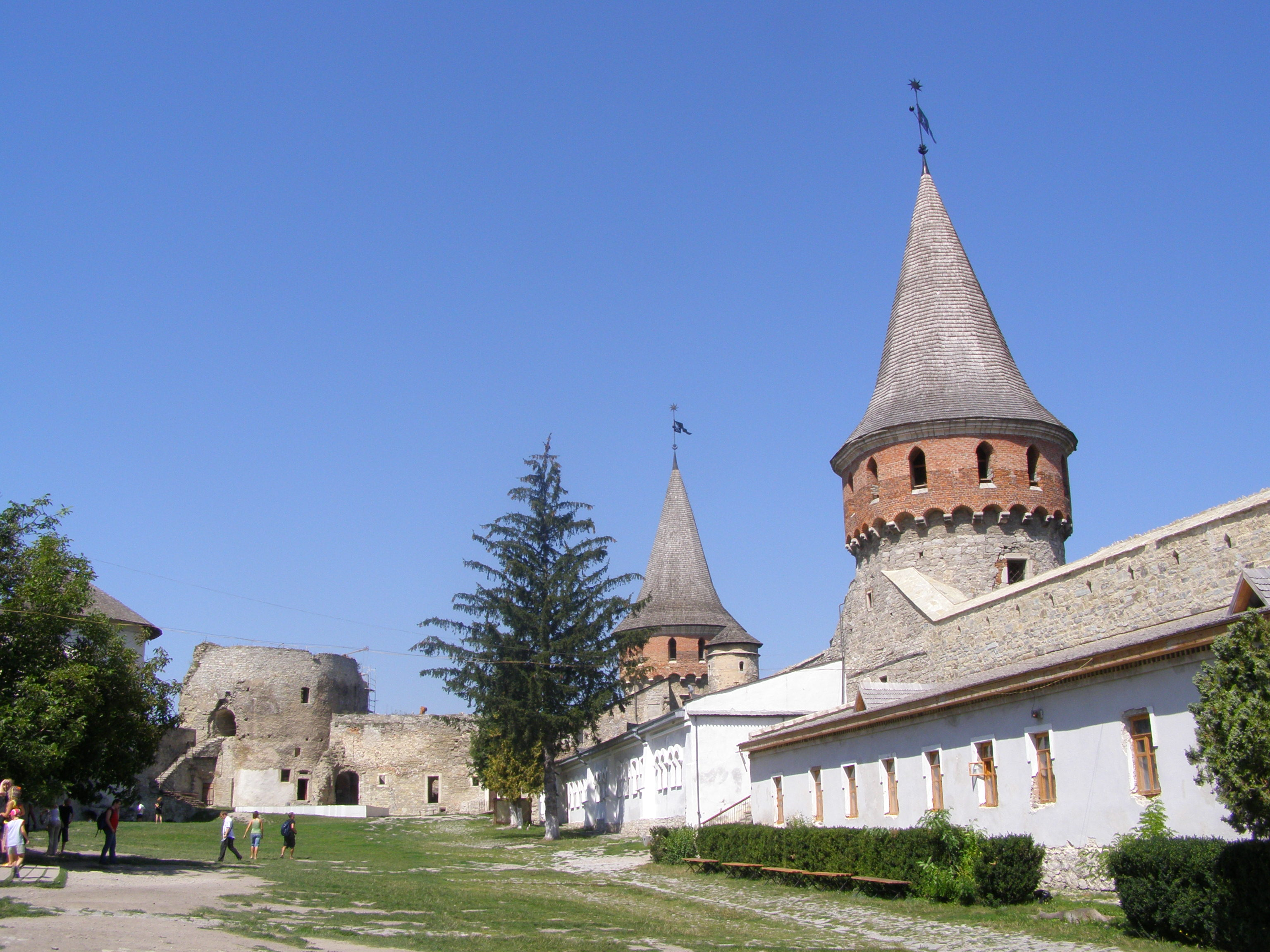
Binnenplaats
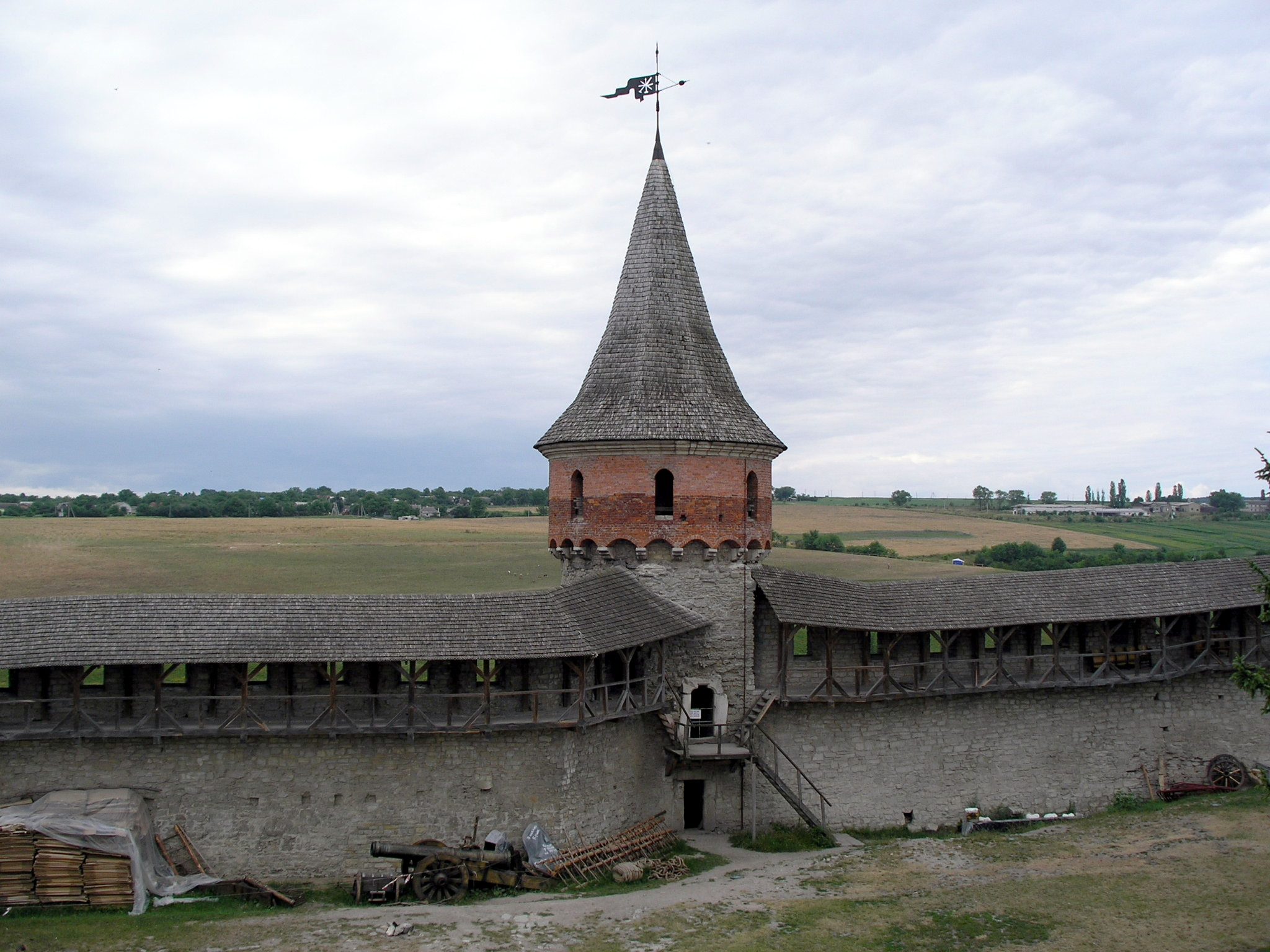
Tenchynska-toren